# Ryley Barnes
Ryley Brendan Barnes (Edmonton, 11 ottobre 1993) è un pallavolista canadese, schiacciatore del Nice.

## Palmarès

### Club
- Coppa di Grecia: 1

2021-22
- Coppa CEV: 1

2016-17

### Nazionale (competizioni minori)
- Campionato nordamericano Under-21 2012
- Coppa panamericana 2016
- NORCECA Champions Cup 2019